# 스펜서 풀러턴 베어드

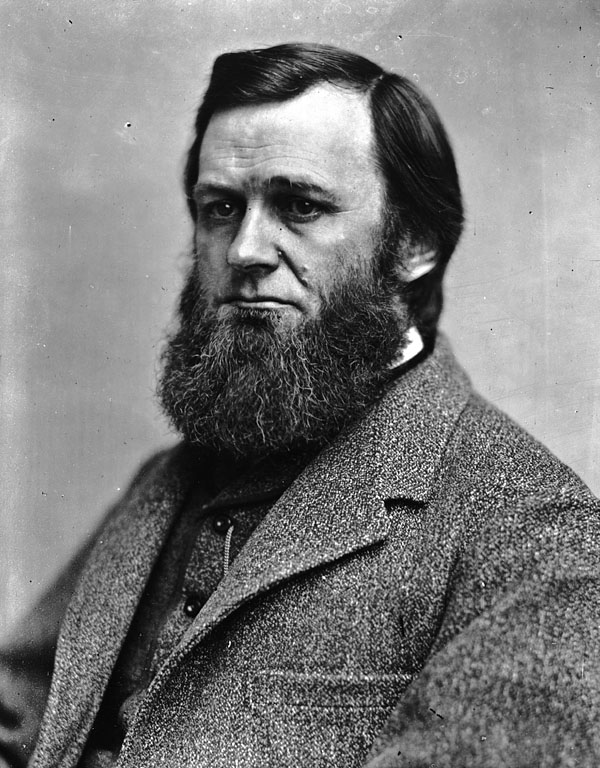
스펜서 풀러턴 베어드, 윌리엄 벨이 1867년에 촬영한 사진

스펜서 풀러턴 베어드(Spencer Fullerton Baird, 1823년 2월 3일 – 1887년 8월 19일)는 미국의 자연사학자, 조류학자, 어류학자, 양서파충류학자이자 박물관 학예사이다. 베어드는 스미스소니언 협회에 처음으로 지명된 학예사였다. 그는 결국 1850년부터 1878년까지 스미스소니언 협회 차관으로, 1878년부터 1887년까지는 장관으로 재직했다. 그는 스미스소니언 협회의 자연사 컬렉션을 확장하는 데 전념하여 1850년의 6,000점의 표본을 그가 사망할 때까지 2백만 점 이상으로 늘렸다. 그는 또한 1871년부터 1887년까지 미국 수산 및 어업 위원으로 재직했으며 평생 동안 1,000점 이상의 작품을 출판했다.

## 초기 생애 및 교육
스펜서 풀러턴 베어드는 1823년 펜실베이니아주 레딩에서 태어났다. 그의 어머니는 필라델피아의 저명한 비들 가문 출신이었다. 그는 펜실베이니아 상원 의장인 찰스 B. 펜로즈의 조카이자, 미국 상원의원 보이스 펜로즈와 그의 저명한 형제들인 리처드, 스펜서, 찰스의 5촌 조카였다. 그는 젊은 시절에 자수성가한 자연사학자가 되었고, 조류학자였던 형 윌리엄에게서 이 분야를 배웠으며, 존 제임스 오듀본과 같은 인물들에게서 새의 과학적 그림을 그리는 방법을 배웠다. 그의 아버지는 또한 베어드의 자연에 대한 관심에 큰 영향을 미쳤는데, 베어드를 산책시키고 함께 정원 가꾸기를 했다. 그는 베어드가 열 살 때 콜레라로 사망했다. 어린 시절 그는 메릴랜드주 포트 디포짓의 노팅엄 아카데미와 펜실베이니아주 칼라일의 공립학교를 다녔다.
베어드는 디킨슨 칼리지에 다니며 학사 및 석사 학위를 취득했으며, 학사는 1840년에 마쳤다. 졸업 후 그는 뉴욕 시로 이주하여 컬럼비아 대학교 의과대학에서 의학을 공부하는 데 관심을 가졌다. 그는 2년 후 칼라일로 돌아왔다. 그는 1845년부터 디킨슨에서 자연사를 가르쳤다. 디킨슨에 있는 동안 그는 연구를 하고, 채집 여행에 참여하며, 다른 자연사학자들과 표본을 교환하고, 자주 여행했다. 그는 1846년에 메리 헬렌 처칠과 결혼했다. 1848년에는 딸 루시 헌터 베어드가 태어났다. 그는 1848년에 스미스소니언 협회로부터 펜실베이니아주 남동부의 뼈 동굴과 자연사를 탐험하기 위한 보조금을 받았다. 1849년에는 스미스소니언 협회로부터 표본을 수집, 포장 및 운송하는 데 75달러를 받았다. 이때 그는 스미스소니언 협회 장관 조지프 헨리를 만났다. 둘은 친한 친구이자 동료가 되었다. 1840년대 내내 베어드는 미국 북동부와 중부를 광범위하게 여행했다. 종종 도보로 여행했으며, 베어드는 1842년 한 해에만 2,100마일 이상을 걸었다.

## 전문 경력

### 스미스소니언 협회 시작
1850년, 베어드는 스미스소니언 협회의 첫 번째 학예사이자 미국 과학 진흥 협회의 영구 장관이 되었으며, 후자에서는 3년간 재직했다. 워싱턴에 도착하자마자 그는 자신의 개인 소장품을 실은 두 대의 철도 유개화차를 가져왔다. 베어드는 스미스소니언 협회를 위해 박물관 프로그램을 만들었고, 이 기관이 미국 내 자연사에 중점을 둘 것을 요청했다. 그의 프로그램은 또한 교환 시스템을 통해 수집가 네트워크를 구축할 수 있게 했다. 그는 육군과 해군 구성원들에게 미시시피강 서쪽과 멕시코만에서 희귀 동물 및 식물 표본을 채집해 줄 것을 요청했다. 컬렉션의 균형을 맞추기 위해 베어드는 복제 표본을 전국 다른 박물관으로 보냈고, 종종 복제품을 스미스소니언이 필요로 하는 표본과 교환했다. 1850년대 동안 그는 50개 이상의 신종 파충류를 기술했는데, 일부는 직접, 다른 일부는 그의 학생 찰스 프레데릭 기라르와 함께 했다. 스미스소니언의 뱀 컬렉션에 대한 그들의 1853년 카탈로그는 북미 양서파충류학의 벤치마크 작업이다. 베어드는 또한 조기에 사망한 양서파충류학자 로버트 케니콧의 멘토이기도 했으며, 그 시점에서 베어드는 더 큰 프로젝트에 집중하기 위해 양서파충류학 분야를 떠났다.

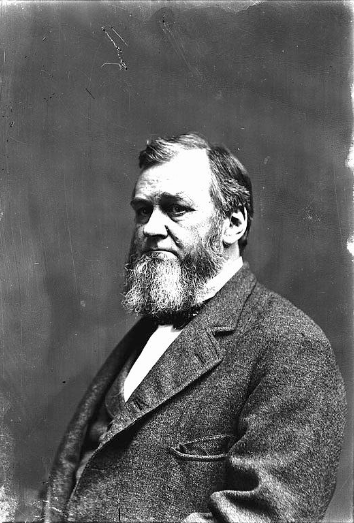
미상, 1880년대의 스펜서 풀러턴 베어드

결국, 그는 조지프 헨리 밑에서 차관이 되었다. 차관으로서 베어드는 세계 과학자들에게 접근하기 어려운 출판물을 제공하는 출판 및 학술지 교환을 개발하는 데 도움을 주었다. 그는 윌리엄 스팀슨, 로버트 케니콧, 헨리 울케 및 헨리 브라이언트의 작업을 지원했다. 차관으로 시작한 시점부터 1855년까지, 그는 조지프 헨리와 협력하여 미국-멕시코 국경 조사에 과학 장비와 필요한 물품을 제공했다. 1855년에는 미국철학학회에 선출되었다. 그는 1856년에 디킨슨 칼리지에서 자연과학 박사 학위를 받았다. 1857년과 1852년에 그는 과학 진흥을 위한 국립 연구소의 컬렉션을 인수했다. 그러나 이 물품들은 1858년까지 스미스소니언의 영구 컬렉션에 합류하지 않았다. 베어드는 1865년에 조지프 헨리와 함께 에이브러햄 링컨의 장례식에 참석했다. 1870년에 베어드는 우즈 홀에서 휴가를 보내던 중 해양 연구에 관심을 갖게 되었다. 그는 노바스코샤주와 뉴잉글랜드에서 탐험을 이끌었다.

### 미국 수산 위원회 및 미국 국립 박물관

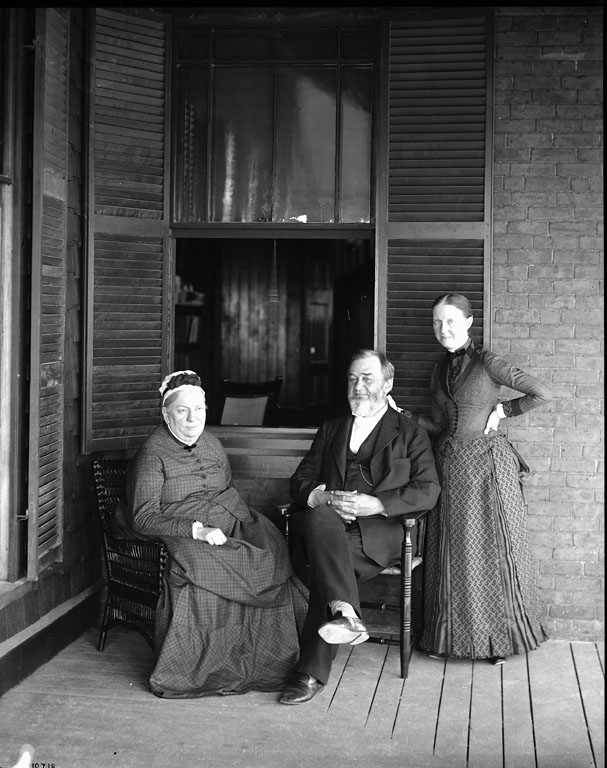
우즈 홀에서 그의 아내와 딸과 함께 있는 베어드. 우즈 홀에서 베어드는 어류학에 관심을 가지게 되었다.

1871년 2월 25일, 율리시스 S. 그랜트는 베어드를 미국 수산 위원회의 초대 수산 위원으로 임명했다. 그는 사망할 때까지 이 직책을 수행했다. 베어드가 위원으로 재직하면서 위원회는 강에 연어를 재입식할 기회를 모색했고, 호수에는 다른 식용어를, 해안 수역에서는 식용어의 고갈을 막기 위한 노력을 했다. 베어드는 이 해안 지역의 식용어 감소의 원인이 인간이라고 보고했다. 해안선 재산에 접근할 수 있는 개인들은 어구 또는 그물을 사용하여 해안에서 많은 양의 물고기를 잡았고, 이는 해안의 물고기 공급을 위협했다. 베어드는 미국 수산 위원회를 사용하여 금요일 오후 6시부터 월요일 오후 6시까지 덫으로 물고기를 잡는 것을 금지함으로써 인간의 영향을 제한하는 타협을 이끌어냈다. 알바트로스 연구선은 그의 재임 기간인 1882년에 진수되었다. 그는 미국의 어업 및 어업 정책 개발에 매우 적극적이었고, 우즈 홀을 오늘날의 연구 장소로 만드는 데 중요한 역할을 했다.
베어드는 1872년에 미국 국립 박물관의 책임자가 되었다. 베어드는 조지 퍼킨스 마시에게 자신이 국립 박물관의 관장이 되기를 원하며 박물관 내 컬렉션을 대규모로 확장할 의도를 가지고 있다고 말했다. 그는 1874년에 출판된 "북미 조류사(A History of North American Birds)"의 주요 저자였으며, 이 책은 오늘날에도 조류학에서 중요한 출판물로 남아 있다. 그는 센테니얼 엑스포지션에서 모든 미국 연방 전시물을 만들었으며, 그 중 많은 것들이 상을 받았다. 엑스포가 끝난 후 베어드는 다른 전시자들이 그들의 전시품을 스미스소니언에 기증하도록 설득하는 데 성공했다. 총 4,000개의 상자로 가득 찬 62대의 유개화차를 가지고 떠났다. 수집된 물품의 수가 많았기 때문에 1879년에 미국 의회는 최초의 국립 박물관 건물(현재의 예술 및 산업 건물) 건설을 승인했다.

### 스미스소니언 협회의 두 번째 장관
조지프 헨리는 1878년 5월 13일에 사망했고 5월 17일에 베어드는 스미스소니언 협회의 두 번째 장관이 되었다. 베어드는 스미스소니언 협회 건물에 무료로 거주할 수 있었지만 거절하고 동쪽 날개를 작업 공간으로 개조했다. 그는 또한 건물 전체에 전화를 설치했다. 그 해에 그는 스웨덴 국왕으로부터 성 올라프 훈장의 일원이 되었다. 1880년에 베어드는 미국 유물 협회 회원으로 선출되었다. 그는 1881년에 개관한 새 국립 박물관 건물 건설을 감독했다. 1883년 9월, 그의 직무로 인해 첫 회의에 참석하지 못했음에도 불구하고 그는 만장일치로 미국 조류학자 조합의 창립 회원으로 선언되었다. 1887년 2월, 베어드는 "지적 노력"으로 인해 휴가를 떠났다. 새뮤얼 피어폰트 랭글리가 장관 대행으로 재직했다.

## 사망 및 유산

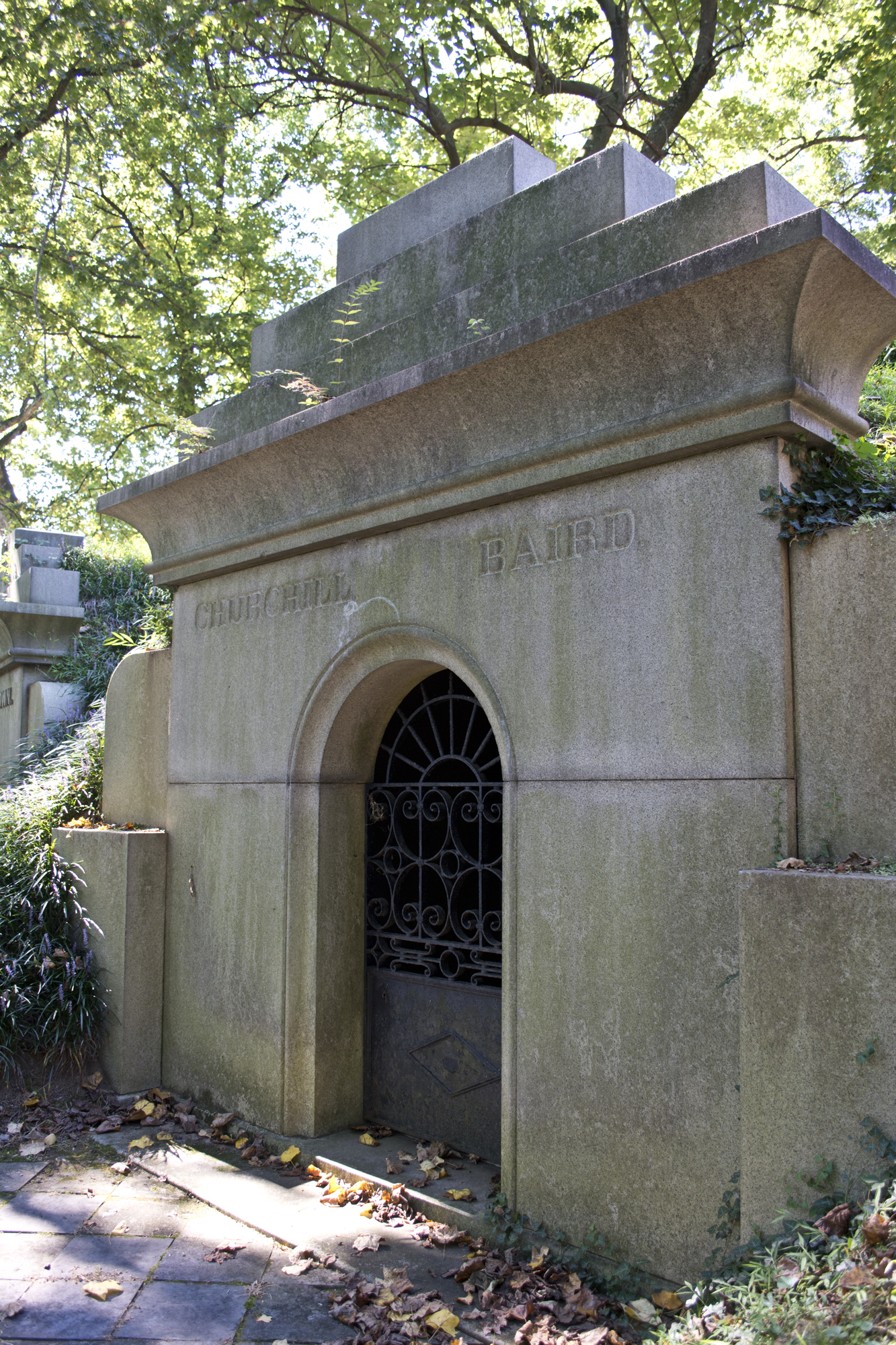
오크 힐 묘지에 있는 베어드의 유해를 담은 묘실

스펜서 풀러턴 베어드는 1887년 8월 19일에 사망했다. 베어드의 사망 후, 예술 및 산업 건물은 애도용 천으로 장식되었다. 존 웨슬리 파웰이 베어드의 장례식에서 연설했다. 베어드는 오크 힐 묘지에 묻혔다.
캐나다, 멕시코, 미국에 서식하는 철새인 베어드참새는 그의 이름을 따서 명명되었다. 중간 크기의 물새인 베어드도요 또한 그의 이름을 따서 명명되었다.
스미스소니언 국립 자연사 박물관의 베어드 강당은 그의 이름을 따서 명명되었다. 박물관 1층의 내셔널 몰 쪽에 위치해 있다.
베어드의 아내 메리는 그의 우표 수집품을 국립 박물관에 기증했다. 그의 서류는 스미스소니언 협회 아카이브에 보관되어 있다.
1946년, 베어드는 미국 국립 박물관 학예사 시어도어 T. 벨로트가 기획한 그들의 삶과 업적에 대한 전시회에서 소개된 네 명의 스미스소니언 장관 중 한 명이었다. 1922년, 베어드 조류학 클럽이 창립되어 베어드의 이름을 따서 명명되었다. 우즈 홀의 스펜서 베어드 로드는 그의 이름을 따서 명명되었다.

### 에포님

#### 자연계
- 민어과의 바이어델라 속은 1861년 시어도어 길이 그의 이름을 따서 명명했다.
- Baird's smooth-head, Alepocephalus bairdii 구드 및 빈, 1879.
- Lancer dragonet, Callionymus bairdi 조던, 1888[38]
- Mottled sculpin, Cottus bairdii 기라르, 1850.
- Bumphead damselfish, Microspathodon bairdii (길, 1862).
- Marlin-spike grenadier, Nezumia bairdii (구드 & 빈, 1877).

- 큰부리고래, Berardius bairdii 스테네거, 1883.
- 베어드흙파는쥐, Geomys breviceps (베어드, 1855)
- Prairie deer mouse, Peromyscus maniculatus bairdii (호이와 케니콧, 1857)
- 베어드뒤쥐, Sorex bairdi (메리엄, 1895)
- 베어드맥, Tapirus bairdii (길, 1865).

- 베어드참새, Ammodramus bairdii (오듀본, 1844).
- 베어드도요, Calidris bairdii 쿠스, 1861.
- Cuban ivory-billed woodpecker, Campephilus bairdii (현재 C. principalis bairdii), 캐신, 1863.
- Baird's flycatcher, Myiodynastes bairdii  감벨, 1847.
- Baird's trogon, Trogon bairdii 로렌스, 1868.

- Tanner crab, Chionoecetes bairdi 래스번, 1924.
- Red lobster, Eunephrops bairdii S. I. 스미스, 1885.

- Baird's rat snake, Pantherophis bairdi (야로우, 1880).[39]
- Baird's patch-nosed snake, Salvadora bairdi 잔, 1860.[39]

#### 동물학 저자 약어
- Baird

#### 선박
- M.V. 스펜서 F. 베어드, 해양 조사선.

#### 장소
- 샤스타 호 동굴은 이전에 베어드 동굴로 명명되었다.[40]

## 더 읽어보기

### 스펜서 풀러턴 베어드의 출판물
- "Directions for Collecting, Preserving, and Transporting Specimens of Natural History." Annual Report of the Smithsonian Institution for the Year 1856. p. 235-253.
- 로버트 리지웨이, 토마스 메이오 브루어와 함께. A History Of North American Birds. ISBN 1286040981
- 찰스 프레데릭 기라르와 함께. Catalogue of North American Reptiles in the Museum of the Smithsonian Institution. Part I.—Serpents. Washington DC: Smithsonian Institution. xvi + 172 pp. (1853).

### 베어드에 대한 출판물
- 앨러드, 딘 C. Spencer Fullerton Baird and the U. S. Fish Commission: A Study in the History of American Science. Washington: The George Washington University (1967).
- 벨로트, 시어도어 T. "The Secretarial Cases." Scientific Monthly. 58 (1946): 366–370.
- 코커렐, 시어도어 D.A. "Spencer Fullerton Baird." Popular Science Monthly. 68 (1906): 63–83.
- 달, 윌리엄 힐리. "Spencer Fullerton Baird: a biography, including selections from his correspondence with Audubon, Agassiz, Dana, and others." Philadelphia: J.B. Lippincott Company (1915).
- 구드, G. 브라운. The Published Writings of Spencer Fullerton Baird, 1843-1882. Washington, D.C.: Government Printing Office (1883).
- 리플리, S. 딜런. "The View From the Castle: Take two freight cars of specimens, add time and energy--eventually you'll get a natural history museum." Smithsonian. 1.11 (1971): 2.
- 리비너스, 에드워드 F. 및 유세프, 엘리자베스 M. . Spencer F. Baird of the Smithsonian. Washington, D.C.: Smithsonian Institution Press (1992).